# Mistrzostwa Polski Par Klubowych na Żużlu 2013
Mistrzostwa Polski Par Klubowych na Żużlu 2013 – zawody żużlowe, mające na celu wyłonienie medalistów mistrzostw Polski par klubowych w sezonie 2013. Rozegrano trzy turnieje eliminacyjne (w Łodzi, Ostrowie Wielkopolskim i Krakowie oraz finał (w Gorzowie Wielkopolskim), w którym zwyciężyli zawodnicy Unia Tarnów.

## Finał
- Gorzów Wielkopolski, 30 sierpnia 2013
- Sędzia: Krzysztof Meyze

| Miejsce | Kluby                          | Suma | Zawodnicy                                          | Punkty                                          |
| ------- | ------------------------------ | ---- | -------------------------------------------------- | ----------------------------------------------- |
| złoto   | Unia Tarnów                    | 25   | Janusz Kołodziej Maciej Janowski Kacper Gomólski   | 17 (3,3,3,2,3,3) 8 (2,0,2,1,1,2) ns             |
| srebro  | Stal Gorzów Wlkp.              | 24   | Krzysztof Kasprzak Bartosz Zmarzlik Adrian Cyfer   | 14 (2,3,3,3,2,1) 10 (3,1,2,1,0,3) ns            |
| brąz    | Betard Sparta Wrocław          | 22   | Tomasz Jędrzejak Zbigniew Suchecki Patryk Dolny    | 10 (2,0,3,2,1,2) 12 (3,2,1,3,0,3) ns            |
| 4       | Orzeł Łódź                     | 16   | Daniel Pytel Jakub Jamróg Rafał Dąbrowski          | 8 (1,3,0,d,2,2) 8 (0,1,2,2,w,3) ns              |
| 5–6     | PGE Marma Rzeszów              | 15   | Dawid Lampart Rafał Okoniewski                     | 6 (0,t,0,3,3,d) 9 (1,2,1,1,2,2)                 |
| 5–6     | GKM Grudziądz                  | 15   | Norbert Kościuch Tomasz Chrzanowski Mateusz Rujner | 7 (1,3,3,u,d,0) 8 (0,2,0,2,3,1) ns              |
| 7       | Renault Zdunek Wybrzeże Gdańsk | 8    | Artur Mroczka Robert Miśkowiak Krystian Pieszczek  | 3 (2,1,–,0,–,u) 2 (1,d,0,–,d,1) 3 (–,–,1,1,1,–) |

Bieg po biegu:
1. Kołodziej, Janowski, Pytel, Jamróg
2. Suchecki, Jędrzejak, Okoniewski, Lampart
3. Zmarzlik, Kasprzak, Kościuch, Chrzanowski
4. Kołodziej, Mroczka, Miśkowiak, Janowski
5. Pytel, Okoniewski, Jamróg, Lampart (t)
6. Kasprzak, Suchecki, Zmarzlik, Jędrzejak
7. Kościuch, Chrzanowski, Mroczka, Miśkowiak (d/4)
8. Kołodziej, Janowski, Okoniewski, Lampart
9. Jędrzejak, Jamróg, Suchecki, Pytel
10. Kasprzak, Zmarzlik, Pieszczek, Miśkowiak
11. Kościuch, Kołodziej, Janowski, Chrzanowski
12. Kasprzak, Jamróg, Zmarzlik, Pytel (d/4)
13. Lampart, Chrzanowski, Okoniewski, Kościuch (u/3)
14. Suchecki, Jędrzejak, Pieszczek, Mroczka
15. Kołodziej, Kasprzak, Janowski, Zmarzlik
16. Chrzanowski, Pytel, Kościuch (d/3), Jamróg (w/2min)
17. Lampart, Okoniewski, Pieszczek, Miśkowiak (d/4)
18. Kołodziej, Janowski, Jędrzejak, Suchecki
19. Jamróg, Pytel, Mroczka, Miśkowiak
20. Zmarzlik, Okoniewski, Kasprzak, Lampart (d)
21. Suchecki, Jędrzejak, Chrzanowski, Kościuch